# Antônio de Morais Andrade Neto
Antônio de Morais Andrade Neto (Macaparana, 18 de fevereiro de 1954) é um político brasileiro. É deputado estadual de Pernambuco pelo PP.

## Biografia
Foi eleito para seu primeiro mandato em 1998, sendo reeleito por mais 5 vezes consecutivas. Em 2018, foi eleito para seu sexto mandato com 37.389 (0,83% dos válidos) votos. Foi reeleito em 2022 com 54.756 votos.